# 朱汝珍

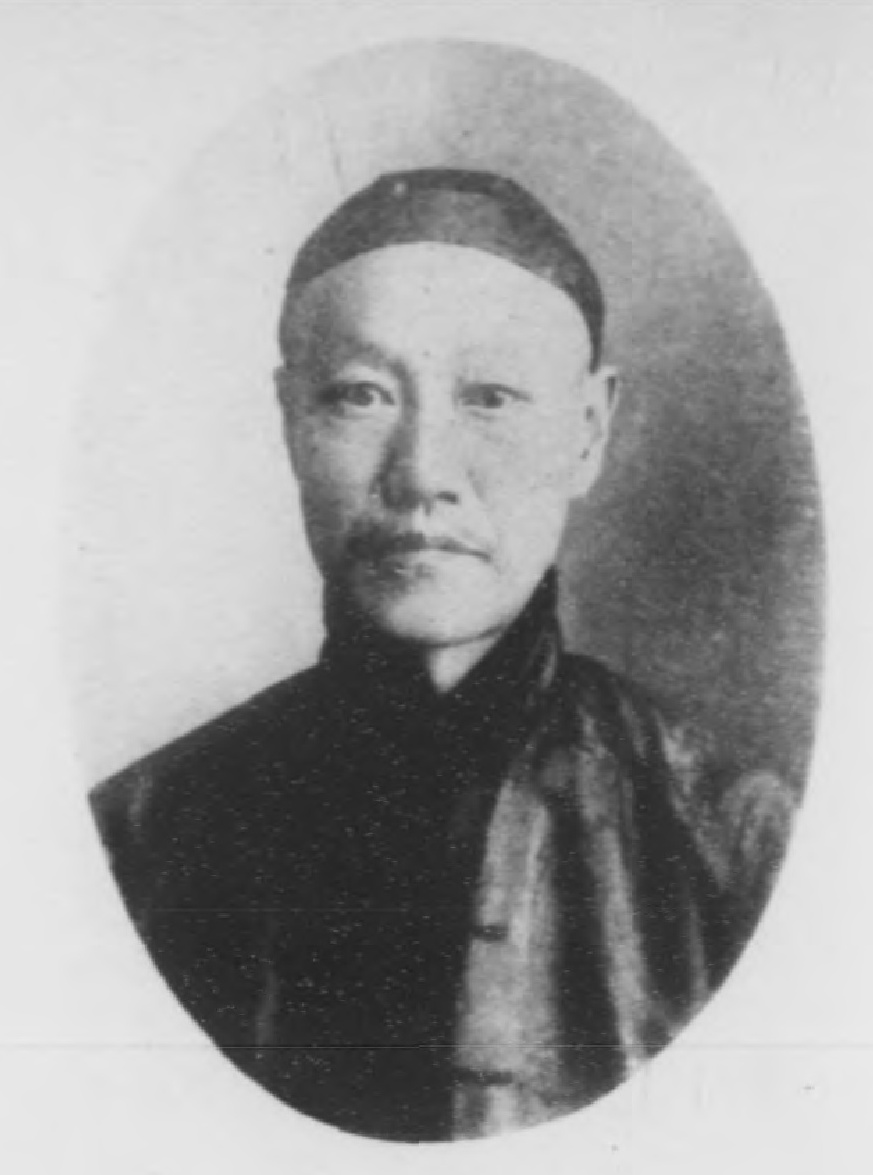

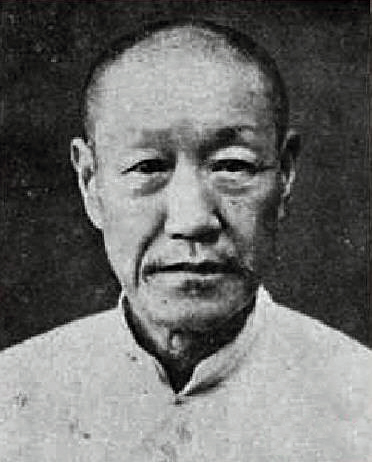
朱汝珍

朱汝珍（1870年—1942年），原名倬冠，字玉堂，号聘三，又号隘园，广东清远人，最后一次科举榜眼，以书法名世。

## 生平
朱汝珍在北京长大。
县试第一，入读清远县学。1892年考入广雅书院，算是吳道鎔的學生，取广州府闱第一。27岁考取拔贡，任刑部江苏司行走。光绪三十年（1904年）为庆祝慈禧太后七旬寿辰特设甲辰恩科，被拔为榜眼，授翰林院編修。
由于当时的榜眼与探花均为广东人，令北京的粤东会馆热闹过一番。在“骑马游金街”等官方仪式结束，榜眼朱汝珍、探花商衍鎏送状元劉春霖至直隶会馆归第后，一同归第粤东会馆，会馆预备了演戏宴客事宜，同乡在京任官者皆有到场。宴会热闹非凡，宴后盘碗杯箸更被民众抢夺一空。
民国期间主要从事文化教育事业。创办香港隘园学院、香港孔教学院，任院长。曾受聘于香港大学，任哲学文词教习。曾任香港孔圣会会长。
抗日战争初期，朱汝珍在香港主持清远公会，从事慈善事业。1942年，到北京，不久病逝。

## 家庭
父朱猷章，五品武官，曾任知府。

## 著作

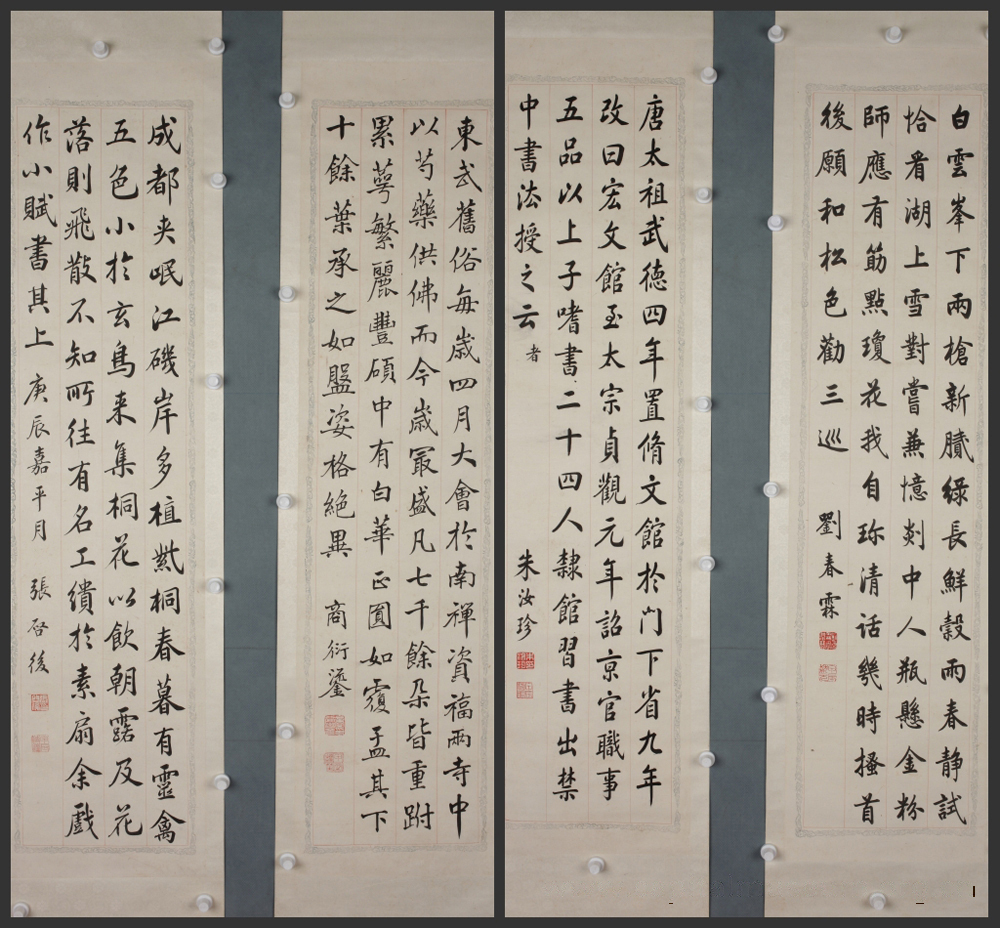
刘春霖、朱汝珍、商衍鎏、张启后楷书四条屏，深圳博物馆藏

撰有《阳山县志》、《詞林輯略》等。

## 备注
1. ↑  此为传统的“抢宴之风”，被认为是以沾文气讨个吉祥